# Siwan Morris
 (novembre 2023).
Si vous disposez d'ouvrages ou d'articles de référence ou si vous connaissez des sites web de qualité traitant du thème abordé ici, merci de compléter l'article en donnant les références utiles à sa vérifiabilité et en les liant à la section « Notes et références ».
Siwan Morris, née à Glynneath, Galles-du-Sud le 7 février 1976, est une actrice galloise et également une chanteuse occasionnelle dans le groupe gallois Clinigol. Elle parle couramment le gallois et l'anglais. Elle est connue pour avoir joué le rôle d'Angie dans Skins lors de la première saison. Elle apparait quelques fois au théâtre, et plus récemment on a pu la voir à Cardiff dans une adaptation de Le Songe d'une nuit d'été de Shakespeare. Elle joue également l'un des rôles principaux dans la série galloise Caerdydd (Cardiff) diffusée sur S4C depuis 2006.

## Biographie
Elle a étudié l'art dramatique à la Manchester Metropolitan School of Theatre. 

### Informations diverses
- Elle est sortie avec l'acteur britannique Christopher Eccleston.
- En chant, elle est Alto Soprano.
- Elle parle couramment le gallois et l'anglais.
- Elle a acquis un niveau intermédiaire au British Academy of Dramatic Combat.
- Elle mesure 1,67 m.

## Filmographie

### Cinéma
- The Marvellous Handshake : Rachel
- Sister Lulu : Novice
- Y Bys Priodasol : Mary
- Antigone : Antigone
- Social Action : Sarah

### Télévision
- 1999 : Suckerfish : Lola
- 2001 : Scariest Places On Earth (2 épisodes) : Siwan, une guide touristique
- 2001 : Tales from Pleasure Beach : Karen
- 2001 : Sister Lulu : Novice
- 2002 : The Marvellous Handshake
- 2002 : A Mind to Kill (1 épisode) : Aileen O'Connor
- 2002 : The Bill (1 épisode) : Zoe Jones
- 2002 : Casualty (épisode What's Love Got to Do It) : Sabine
- 2004 : Mine All Mine : Maria Vivaldi
- 2005 : Con Passionate : Llinos
- 2006 : Caerdydd : Ceri Price
- 2007 - 2008 : Skins  (saison 1 et saison 2, épisode 5) : Angie, une professeur de psychologie
- 2007 : Casualty (épisode Close Encounters) : Coleen Coleman
- 2009 : Doctors (épisode Old Friends) : Annabel Sparrow
- 2009 : Miss Marple - saison 4, épisode 4 Pourquoi pas Evans ? : Florence Roberts
- 2010 :  Wolfblood : Ceri Morris
- 2014 : Doctor Who : La maman de Maebh

## Théâtre
- Knive In Hens : Une jeune femme
- Midsummer Nights Dream :	Titania/ Hippolyta
- Suddently Last Summer :	Catharine
- The Seagull :	Masha
- Twelth Night :	Viola
- Much Ado About Nothing :	Ursula
- The Winter's Tale :	Perdita
- The Merchant Of Venice :	Jessica
- Feast Of Snails :	Rosa
- Gas Station Angel : 	Bron
- The Rabbit :	Sian
- King Lear :	Cordelia
- Flora's War :	Gwen
- Hosts Of Rebecca :	Mari
- Equus :	Jill

## Radio
- Dover And The Unkindest Cut Of All
- On Top Of The World : Narratrice
- Station Road :  Emma Benyon
- The Memoirs Of Harriet Wilson : Julia
- Same As It Ever Was : Catrin

## Chanson
- Clinigol, album "Melys" : Am Wastraff (Quel gâchis)
- Clinigol, album "Melys" : Sibrwd (Murmure)
- Clinigol, album "Melys" : La Nuit, Si Douce

## Publicité
Elle apparaît notamment dans une publicité de prévention contre le SIDA au Pays-de-Galles pour AIDS Trust Cymru et BBC Wales.